# Beverin (Fluss)
Der Beverin ist ein linker Nebenfluss des Inns im Oberengadin, einem Hochtal des Schweizer Kantons Graubünden. Er hat eine Länge von 16,5 Kilometern und durchfliesst Gebiete der Gemeinden Bever und Samedan.

## Beschreibung
Der Beverin entspringt oberhalb eines Bergsees wenig westlich des Piz Traunter Ovas auf 2879 m ü. M. und durchfliesst das gleichnamige Val Bever. Unterhalb der Chamanna Jenatsch nimmt er den linksseitigen Ova d’Err, bald danach den rechtsseitigen Ova Traunter Ovas und bei der Alp Suvretta den rechtsseitigen Ova da Suvretta auf. Er durchfliesst das Tal zunächst in nordöstlicher Richtung bis Spinas und fliesst dann in Richtung Ost-Südost weiter bis Bever. Östlich von Bever fliesst er unmittelbar beim Lej da Gravatscha auf 1695 m ü. M. von links in den Inn.
Die höchstgelegenen Bäche stürzen in Steilstufen zu Tal, vereinigen sich und erreichen schliesslich den Talboden. Von da windet sich der Beverin durch hochalpine Weidelandschaften, verästelt sich, bildet Inseln, Kiesbänke und Prallhänge mit Erosion. Nach einer 900 Meter langen, tieferen Felsschlucht erreicht das Wasser den flacheren Talboden der Alp Zembers da Suvretta. Der nun stattliche Bergbach erreicht bald die obere Baumgrenze. Kleine Flachmoore entlang des Flusslaufs säumen die Ufer. Im Wald oberhalb der Alp Spinas wird er zu einem reissenden Bergbach, der sich durch grosse Felsblöcke zwängt.
Bis Spinas ist der Beverin ein natürlicher, frei fliessender Wildbach ohne jede menschliche Korrektur. Erst im nachfolgenden Abschnitt bis zur Mündung in den Inn sind die Ufer zunehmend verbaut und dann im offenen Kulturland kanalisiert. In der Aue von nationaler Bedeutung Isla Glischa-Arvins-Seglias wurde 2013 der Mündungsbereich in den Inn revitalisiert. Hier werden unter anderem seltene und bedrohte Bodenbrüter beherbergt. Die Besonderheit des Beverin ist, dass das Fliessgewässer nicht genutzt ist.

## Geschichte
1910 lehnte die Bürgergemeinde Bever einhellig ein Gesuch der Firma Froté & Cie aus Zürich ab, welche das ganze hintere Val Bever mit einer riesigen Staumauer unter Wasser setzen wollte. Das Wasser des Beverin hätte durch einen Druckstollen ins Albulatal und dort zur Stromgewinnung abgeleitet werden sollen. Die Beverser Bürger nahmen damit erstmals Partei für den Landschaftsschutz.
In einer Umfrage von 1973 bei allen Haushaltungen in Bever sprach sich eine Mehrheit der Befragten für den Landschaftsschutz aus. An erster Stelle wollten sie die Val Bever schützen. Dieses Anliegen wurde in der Ortsplanung von 1975 aufgenommen. Das besondere am Zonenplan waren die ausgeprägten Landschafts- und Naturschutzzonen u. a. in der Val Bever. 1976 verlieh die Stiftung Landschaftsschutz Schweiz der Gemeinde Bever einen Preis für die vorbildliche Ortsplanung wegen der neugeschaffenen grosszügigen Landschaftsschutzzonen, die alle erhaltenswerten Landschaftsteile ausserhalb der Bauzone umfasste und nur die land- und forstwirtschaftliche Nutzung zuliess.
Der Beverin trägt seit dem Sommer 2021 das Label Gewässerperle PLUS, das den Fluss schützen und eine Verbesserung des natürlichen Zustands einleiten soll.
Beim Bahnhof Spinas verunmöglicht aktuell noch eine Sperre den freien Fischaufstieg. Etwas weiter flussabwärts fliesst der Beverin auf einem Stück in einem engen Korsett. Die Gemeinde Bever plant ein Umgehungsgerinne bei Spinas, damit die natürliche Wanderung der Bachforelle und anderer Tiere wieder stattfinden kann. Die Gemeindeversammlung Bever stimmte am 14. September 2020 einem Projekt mit einem 290 m langen Umgehungsgerinne im Bereich der Station Spinas zu. Das Umgehungsgerinne beginnt rund 165 m oberhalb der Station Spinas in der 90°-Kurve des Beverin. Nach der Ausleitung wird das Umgehungsgerinne südöstlich um den Gasthof zur Station Spinas geführt. Nebst drei Flurstrassen muss im Bereich der Station Spinas das Bahnareal mit einem rund 30 bis 40 m langen Durchlass gequert werden, bevor das Gerinne rund 60 m unterhalb der Station in den Beverin mündet. Das Projekt ist von den zuständigen Ämtern bewilligt. Die Realisation ist für 2022 geplant. Die Kosten übernehmen Bund, Kanton und der naturmade star-Fond des Elektrizitätswerk der Stadt Zürich (ewz). 

## Fauna
Der Beverin bietet vielen Arten einen Lebensraum, etwa dem Fischotter oder der Wasserspitzmaus. Die Bachforelle lebt in einigen Seitengewässern im unteren Teil des Beverin sowie im alpinen Bachabschnitt. Die geschützten Steinfliegen finden sich im Gewässer.

## Flora
In der Umgebung der Val Bever gibt es 21 Weidenarten, z. B. Lorbeerweiden. Auch zu finden sind viele Erlen, z. B. die Grünerle. Diese wachsen an steilen Nordhängen und helfen damit, Rutschungen vorzubeugen. Für Hirsche sind Grünerlenhänge natürliche Wildasyle. In der Val Bever wächst die Deutsche Tamariske auf den Kiesflächen. In grossen Abschnitten des mittleren Talbereichs wachsen weitere geschützte, gewässerbegleitende Pflanzen wie der Moor-Mauerpfeffer, das Mierenblättrige Weidenröschen und Sauergräser.

## Bedeutung
Fast dem ganzen Beverin entlang können Rote Liste-Arten nachgewiesen werden. Im hochgelegenen Beverin bilden kleine Schwemmebenen wertvolle Lebensräume. Die wenigen Flachmoore entlang des Bergbaches bereichern die Naturvielfalt, wegen ihrer geringen Grösse sind sie nicht inventarisiert. Der revitalisierte Mündungsbereich zum Inn beherbergt seltene und bedrohte Bodenbrüter.